# Ioana Drăgan
* A nu se confunda cu mama ei, actrița Ioana Drăgan (n.1937)
Ioana Drăgan (n. 10 august 1969, București) este o prozatoare și eseistă română, a fost realizatoare de emisiuni culturale la TVR. Este căsătorită din anul 1995 cu scriitorul și diplomatul Cătălin Țîrlea și, din 22 august 2001, are o fiică, pe Ilinca Țîrlea.

## Biografie
Ioana Drăgan s-a născut la data de 10 august 1969 în București, fiind fiica regizorului de film Mircea Drăgan și a Ioanei Drăgan, actriță. Urmează cursurile școlii generale (1979-1983) și pe cele ale liceului (1983-1987) la București. În 1993 a absolvit, cu examen de licență, cursurile Facultății de Litere a Universității din București.
În anii 90 mai are următoarele ocupații: bibliotecar la A.T.F. (1988-1991), redactor la revista "Moftul Roman" (1991?1993), profesor titular de limbă și literatură franceză la Liceul bilingv "Școala Centrală" din București (1993-1995). A obținut definitivatul în învățământul preuniversitar în anul 1995. În 1997 a debutat editorial cu volumul de proză scurtă Vietăți și femei.
Între 1995-2012 este redactor (1995-2003)  și apoi realizator ( 2003-2012) în cadrul Redacției Cultură, Religie, Știință din Televiziunea Română, unde a realizat mai multe programe literare și culturale, producând ori susținând rubrici permanente în emisiunile: Simpozion, Hyperion, Cafeneaua literară, Orizont cultural, Actualitatea culturală, Cultura în lume, Cu cărțile pe față, Punct și de la capăt, Studioul Artelor,  Eveniment și altele. A realizat și moderat emisiunile de autor  Actualitatea culturală, În vizor, Ex libris, EuroArt, 75 de minute despre..., Săptămâna culturală, Anul Caragiale.
Între 2006  2010 a fost corespondentul Jurnalului cultural al TVR (canalul TVR Cultural) din Suedia și a avut o colaborare neîntreruptă cu Radio România Cultural  (la emisiunea Texte și pretexte). în aceeași calitate de corespondent de presă străin acreditat în Suedia pentru spațiul nordic, a transmis numeroase știri și comentarii pentru emisiunile postului Radio România Actualități.
În aprilie 2001, își susține teza de doctorat Romanul popular înRomânia. Literar și paraliterar la Facultatea de Litere a Universității București, coordonator: prof.univ. dr. Paul Cornea,  în urma căreia obține titlul de Doctor în Filologie, cum laude.
Din 2013 lucrează la Institutul Cultural Român. Între 2013-2017 este director general al Direcției Generale Reprezentanțe în Străinătate.

## Publicistică
A debutat în 1990 în presa literară (Mangafaua: publicație de cultură umoristică), semnând articole de atitudine, eseuri și proză în revistele "Literatorul", "Moftul Român", "România literară", "Contemporanul. Ideea europeană", "Convorbiri literare", "Apostrof", "Tomis", "Familia", "Cronica", "ArtPanorama", 
"Viața Românească", "Caiete critice", "Respiro", Cosmopolitan, Bucureștiul cultural, Ziarul de duminică etc

## Volume
- Vietăți și femei, Editura Cartea Românească și Asociația Scriitorilor din București, în urma câștigării concursului de debut in proză al Asociației Scriitorilor din București(1997)
- Poveștile Monei, Editura Atlas (1999);
- Romanul popular în România. Literar și paraliterar , Editura Casa Cărții de Știință , Cluj (2001); și ediția a II-a revăzută și adăugită (2006)
- Bibliotecile din oglindă. Ex libris de scriitor, Editura ALLFA , București (2007)
- Mafalda, Editura ALLFA, București, (2009 )[2]
- Gripa. O poveste de Crăciun, Editura Tracus Arte, (2021)

## Povestiri în antologiile
- Chef cu femei urâte – Cele mai bune povestiri 1995-1996, Ed. Allfa, 1997.
- Iubiri subversive – Cele mai bune povestiri 1997, Ed. Allfa, 1998 – antologii de Dan-Silviu Boerescu
- Respiro. Antologie de proză scurtă 2000-2002, Ed. Dacia, 2003, Selectia textelor și prefață de Mona Mamulea
- Antologia de proză scurtă Liternet, 2002, volumul 2, Editura Liternet
- Cele patru dimensiuni ale feminității românești, Editura Neverland, 2010
- Ochelarii de fum, Editura Cartex, 2011
- Zgodbe iz Romunije, Sodobnost International, Ljubljana, 2011

## Premii și distincții
- Premiul de debut în proză al Uniunii Scriitorilor din România (1998)
- Premiul pentru proză al revistei Tomis (1997)
- Premiul I pentru proză la concursul de creație literară "Al.Odobescu" Călărași,  ediția a XVII-a (1998)
- Premiul Asociației Umoriștilor din România, 1997
- Premiul Fundației Moftul Român (1999 și 2002)
- Premiul Național pentru Proză al Fundației "Ion Creangă" din Piatra Neamț (2000)
- Trofeul Presei de Televiziune acordat de Societatea Română de Radiodifuziune pentru cea mai corectă reflectare a Târgului de carte ?Gaudeamus, Carte de învățătură, ediția a IV-a, în cadrul programului "Actualitatea culturală" TVR 2, noiembrie 1997
- Diploma Distincția Culturală, acordată de Academia Română și FNSA pentru prezența în viața intelectuală românească și atașament față de opera Academiei Române (2001)
- Pentru transmisiile realizate în direct de la Târgul de Carte Gaudeamus din anii 1997, 1999 și 2003, este răsplătită (ca producător și moderator) cu TROFEUL PRESEI de televiziune, acordat de Societatea Română de Radiodifuziune pentru cea mai bună și obiectivă reflectare media (secțiunea TV) a evenimentului.
- Premiul Asociației Scriitorilor din București pe anul 2009 pentru Proză - volumul Mafalda (noiembrie 2010)
- Premiul A.P.T.R. 2013 pentru Talk Show cultural - seria  Anul Caragiale - Televiziunea Română (2012)

## Afilieri
Este membră a Uniunii Scriitorilor din România din anul 1998.